# Synallaxis maranonica
El pijuí del Marañón (Synallaxis maranonica), también denominado cola-espina del Marañón (en Perú y Ecuador) es una especie de ave paseriforme de la familia Furnariidae perteneciente al numeroso género Synallaxis. Es endémica de una pequeña región del noroeste de América del Sur, al norte de Perú y extremo sur de Ecuador.

## Distribución y hábitat
Se distribuye en el valle del río Marañón en el norte de Perú (norte de Cajamarca, noroeste de Amazonas) y extremo sur de Ecuador (sur de Zamora-Chinchipe).
Esta especie es considerada poco común y local en su hábitat natural: el sotobosque de forestas caducifolias y semihúmedas entre los 500  y los 1500 m de altitud. Ocasionalmente se aventura en selvas húmedas, crecimientos secundarios y enmarañados riparios.

## Estado de conservación
El pijuí del Marañón ha sido calificado como críticamente amenazado de extinción por la Unión Internacional para la Conservación de la Naturaleza (IUCN) debido a que ha sido extirpado de varias áreas, y ahora posee una zona de distribución muy pequeña y disminuyendo. Siguiendo un modelo de deforestación futura de la cuenca amazónica se previó un rápido declinio de su población a lo largo de las próximas tres generaciones. Su población es estimada en 6000 a 15000 individuos maduros.

### Amenazas
La mayor parte de su hábitat boscoso ha sido progresivamente deteriorado debido a la amplia dispersión de cultivos de largo plazo dentro da la cuenca del Marañón. Plantaciones para producción de aceite de palma, soja, haciendas de ganado y explotación forestal, todos amenazan seriamente el hábitat remanente, con la extracción de petróleo como problema potencial futuro. Parece tolerar algún grado de disturbio de su hábitat, sin embargo la acelerada deforestación de la cuenca amazónica, facilitada por la expansión de la red de carreteras hacen predecir un declinar extremadamente rápido de su población.

### Acciones de conservación
No se conocen.

## Descripción
Mide entre 14 y 16 cm de longitud y pesa entre 16 y 17 g. Es pardo por arriba y grisáceo por abajo con una lista superciliar pardo grisácea pálido; alas y cola rufas. Se parece a Synallaxis gujanensis con quien no se sobrepone, pero es marcadamente gris más oscuro, y más uniforme en la cabeza y por abajo. La cola es más corta con rectrices arredondadas. No posee rufo en la cabeza ni negro en la garganta como otros de su género.

## Comportamiento
Es evasivo, forrajea en el suelo o cerca. Usualmente en parejas que permanecen en contacto a través de sus llamados frecuentes. Generalmente no en bandos.

### Vocalización
Su llamado es nasal y de ritmo lento, como «kiiiiuuu, kiiu» a menudo con intervalos de cinco a diez segundos entre las frases.

## Sistemática

### Descripción original
La especie S. maranonica fue descrita por primera vez por el zoólogo polaco Władysław Taczanowski en 1879 bajo el nombre mismo nombre científico; la localidad tipo es: «Huajango, Río Marañón, Amazonas, Perú».

### Etimología
El nombre genérico femenino «Synallaxis» puede derivar del griego «συναλλαξις sunallaxis, συναλλαξεως sunallaxeōs»: intercambio; tal vez porque el creador del género, Vieillot, pensó que dos ejemplares de características semejantes del género podrían ser macho y hembra de la misma especie, o entonces, en alusión a las características diferentes que garantizan la separación genérica; una acepción diferente sería que deriva del nombre griego «Synalasis», una de las ninfas griegas Ionides; y el nombre de la especie «maranonica», se refiere a su localidad tipo, el valle del río Marañón.

### Taxonomía
Ya fue considerada una subespecie de Synallaxis gujanensis, pero difieren suficientemente en el plumaje y en la vocalización. Es pariente próxima a Synallaxis gujanensis y S. albilora y ya fueron tratadas como conespecíficas; los datos genético-moleculares muestran que estos taxones forman un grupo monofilético. Es monotípica.